# Louder Than Love
Louder Than Love je druhé studiové album americké skupiny Soundgarden. Bylo vydáno 5. září 1989.
Album bylo vydáno rok po debutu Ultramega OK. Kapela jej nahrála s labelem A&M Records, se kterým spolupracovala i na následujících albech. Obsahuje singly "Loud Love", vydaný v srpnu 1989, a "Hands All Over" z roku 1990. Toto je poslední deska s baskytaristou Hirem Yamamotem, který před zahájením turné propagující tuto album ze skupiny odešel. Byl nahrazen Jasonem Evermanem, který dříve působil jako druhý kytarista skupiny Nirvana.

## Skladby
Autory všech písní jsou Chris Cornell, Kim Thayil, Hiro Yamamoto a Matt Cameron.
| Pořadí | Název               | Délka |
| ------ | ------------------- | ----- |
| 1.     | Ugly Truth          | 5:26  |
| 2.     | Hands All Over      | 6:00  |
| 3.     | Gun                 | 4:42  |
| 4.     | Power Trip          | 4:11  |
| 5.     | Get on the Snake    | 3:43  |
| 6.     | Full on Kevin's Mom | 3:37  |
| 7.     | Loud Love           | 4:57  |
| 8.     | I Awake             | 4:21  |
| 9.     | No Wrong No Right   | 4:48  |
| 10.    | Uncovered           | 4:32  |
| 11.    | Big Dumb Sex        | 4:11  |
| 12.    | Full On (Reprise)   | 2:42  |

## Sestava
- Chris Cornell – zpěv, akustická kytara
- Kim Thayil – kytara
- Hiro Yamamoto – baskytara
- Matt Cameron – bicí